# 九方輸入法
九方輸入法是由香港的九方科技控股有限公司發明的一種中文字形輸入法。亦常稱「左二右一輸入法」，此種輸入法的最大特色是用家只需要使用鍵盤右方的數字鍵位置，即可輸入漢字。這輸入法僅使用九個數字，每個字按照畫面指示按數字鍵三次，再翻頁選擇漢字即可。不過經常要看螢幕選擇，並不適宜於輸入大量文字。其輸入速度和速成輸入法相若，但因為要額外下載試用版或付費購買正式版，在香港辦公室並不常見。
九方輸入法支援Android、Microsoft Windows、macOS、iOS。並曾經支援Symbian（S60）、Windows Mobile、BlackBerry OS 以及Palm OS等作業系統。

## 歷史
這個輸入法是在1995年完成的，創始人是香港劇作家及發明家梁立人和香港首屆十大傑出數碼青年劉文建。

## 輸入方法
輸入的方法有四種，分別是字形輸入法，一般數字輸入，拼音輸入法，筆劃輸入法（跟手機裡面一般的筆劃輸入法不同），這幾種輸入方法是可以交替使用。

### 筆劃輸入法
筆劃輸入法是由橫、豎、撇、點、折的5種基本筆劃和24個輔助部件組成。

### 字形輸入法

九方輸入法XP的介面，也是字形輸入法

字形輸入法是將所有中文字字首的九種特徵，依據字的字首特徵及相應部件，就可以完成輸入。

### 拼音／注音輸入
根據普通話羅馬拼音或注音符號輸入文字（版本不同對應的方式亦有不同）。

## 普及程度
九方輸入法是商業軟件，微軟Windows並無內設，在初期的香港，普及程度較當時主流輸入法為低。不過生這輸入法的設計在於較倉頡及速成容易掌握，且本輸入法曾有一段時間提供免費版本供學生下載，所以香港很多學校都會有教九方輸入法，而不只是教倉頡及速成。另外，由於九方輸入法只需使用9個字碼拆字，故被手提電話引入。香港公共圖書館的大部份公用電腦亦安裝了九方輸入法。
現代，內置在智能手機的中文輸入法「九宮格」（筆劃），正正就有它的影子。

## 外部連結
- 九方網頁（页面存档备份，存于）